# Geobiology
Geobiology is een internationaal, aan collegiale toetsing onderworpen wetenschappelijk tijdschrift op het gebied van de biologie, milieuwetenschappen en de aardwetenschappen.
Het wordt uitgegeven door Wiley-Blackwell en verschijnt tweemaandelijks.
Het tijdschrift is opgericht in 2003. Sinds 2011 verschijnt het alleen online.